# Novi Marof
Novi Marof – miasto w północno-wschodniej Chorwacji, w żupanii varażdińskiej, siedziba miasta Novi Marof. W 2011 roku liczył 1956 mieszkańców.
Najbliższymi większymi miastami są: Varaždin (na południu) i Ivanec (na wschodzie).

## Kultura
Miasto posiada pomniki upamiętniające:
- Żołnierzy Hrvatsko domobranstvo oraz lokalnych cywilów którzy zginęli podczas II wojny światowej.
- Pięciu europejskich obserwatorów zabitych przez serbski ogień w 1991 roku podczas trwania Chorwackiej wojny o niepodległość.